# 特文蒂斯里 (阿肯色州)
特文蒂斯里（英語：Twentythree）是位於美國阿肯色州懷特縣的一個非建制地區。該地的面積和人口皆未知。

## 地理
特文蒂斯里的座標為35°22′34″N 91°33′34″W / 35.37611°N 91.55944°W，而該地的平均海拔高度為米（即英尺）。